# Eddie Pullen
Eddie Pullen, ameriški dirkač, * 16. avgust 1883, Trenton, New Jersey, ZDA, † 6. oktober 1940, ZDA.
Pullen je nastopal z dirkalnikom Mercer v prvenstvu Ameriške avtomobilistične zveze (AAA), kjer je osvojil skupno pet zmag, najboljšo uvrstitev v prvenstvu pa je dosegel leta 1914 z drugim mestom. V sezoni 1914 je na dirki Vanderbilt Cup odstopil, na dirki za Veliko nagrado ZDA pa je dosegel svojo najpomembnejšo zmago kariere. Na dirki za Veliko nagrado ZDA je nastopil še v letih 1915, ko je bil med dvanajsterico dirkačev, ki je zaradi dežja odnehala, in 1916, ko je odstopil zaradi trčenja. Umrl je leta 1940. 